# Peregrinus (lapicida)
Peregrinus (o Pelegrinus) (tra il XI e il XII secolo) è stato uno scultore italiano.

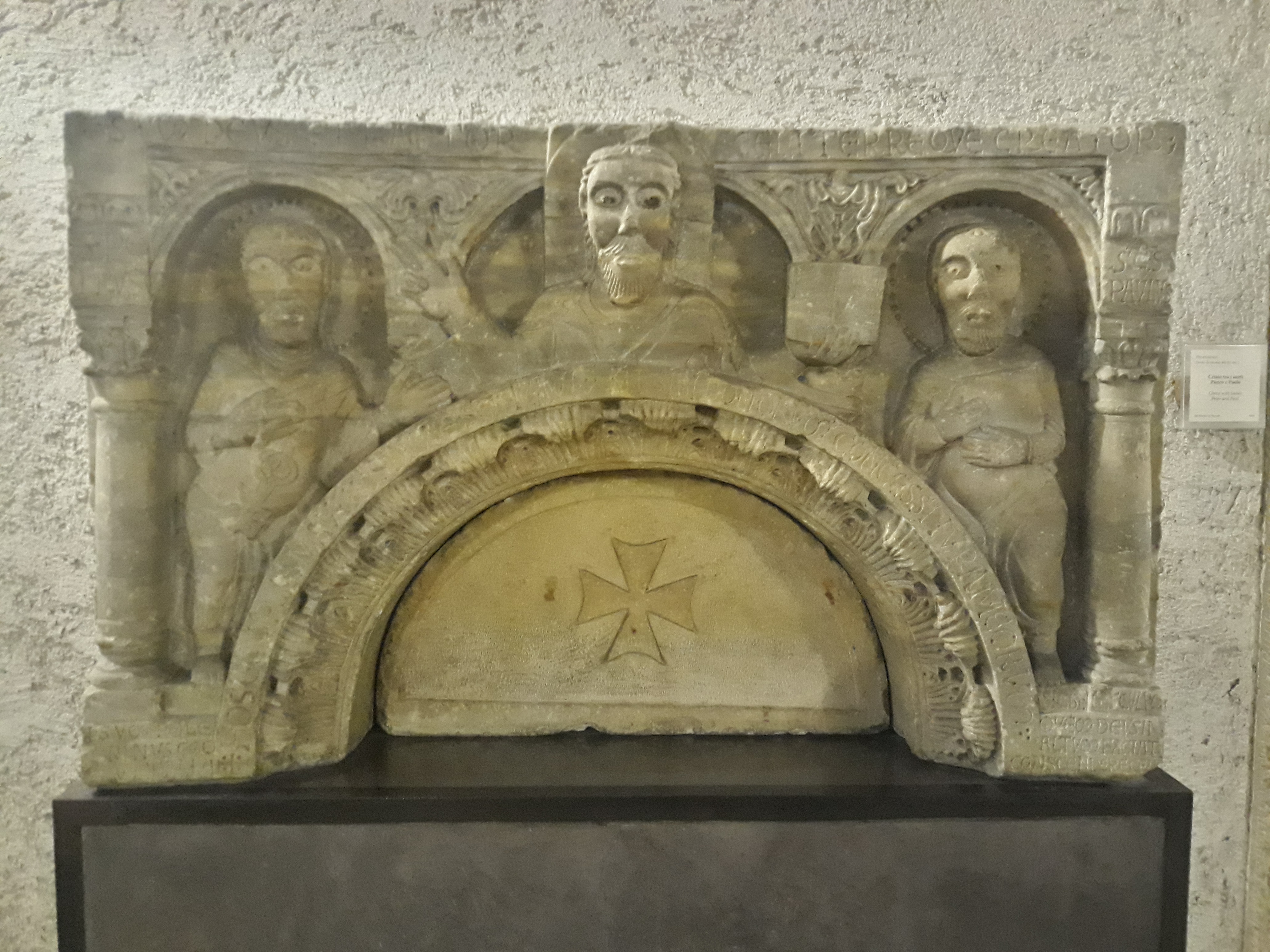
Cristo tra i Santi Pietro e Paolo, opera firmata da Peregrinus

Pochissime notizie si sanno di questo lapicida. A lui sono state attribuite diverse opere a Verona tra cui il protiro minore della cattedrale (risalente al 1126), un arco con rappresentato Cristo tra i Santi Pietro e Paolo, ritenuto erroneamente pare di un ciborio oggi conservato al museo di Castelvecchio, alcuni capitelli interni e dell'abside esterno settentrionale della chiesa di San Giovanni in Valle e quelli del protiro del vescovado di Verona. Lo storico dell'architettura Wart Arslan ha notato le influenze che hanno avuto sulle sue opere i lavori del celebre Wiligelmo e ha descritto così il suo stile: «Capitelli con corpi umani o bestiali affacciati ai quattro angoli nell'atto di appoggiare le braccia, o le zampe anteriori, sulla prima fila di foglie stilizzate, secondo uno schema che sembra derivare dalla coeva scultura veneziana».